# Star Wars: Legacy
 (novembre 2018).
Si vous disposez d'ouvrages ou d'articles de référence ou si vous connaissez des sites web de qualité traitant du thème abordé ici, merci de compléter l'article en donnant les références utiles à sa vérifiabilité et en les liant à la section « Notes et références ».

Logo de la série

Star Wars: Legacy est une série de comics écrite par John Ostrander et dessinée principalement par Jan Duursema. Elle est éditée par Dark Horse Comics et traduite en France par Delcourt. Cette série Star Wars se déroule 137 ans après les événements décrits dans le film Un nouvel espoir. La devise en est : « Un nouvel Ordre de Sith, un nouvel Empire, un nouveau Skywalker ».
L'histoire essentielle et fil conducteur de la série suit les pas du jeune Cade Skywalker. C'est l'illustratrice principale, Jan Duursema, qui dessine toujours les récits mettant en avant Cade tandis que des illustrateurs secondaires se chargent du dessin quand le récit se concentre sur un autre personnage.

## Publication
La publication de la série Star Wars: Legacy débute le 7 juin 2006.
Celle-ci prend fin en août 2010, mais les créateurs de la série, John Ostrander et Jan Duursema, annoncent alors la production d'une mini-série de comics faisant suite à Star Wars: Legacy, intitulée « Star Wars: Legacy—War ». Cette mini-série de six numéros raconte le retour de Dark Krayt et l'affrontement final contre Cade Skywalker et ses alliés. Elle doit servir de conclusion à l'arc Star Wars: Legacy.

## Albums

### Tome 1:Anéanti
Delcourt, juillet 2007 (Legacy #1-3 et 5-7)
Anéanti
- Personnage principal : Cade Skywalker
- Dessin : Jan Duursema
- Avis de StarWarsUniverse : 95 % - « [...] Dark Horse a réussi à se créer une figure de proue pour sa ligne de comics Star Wars qu’elle a entièrement relancé [...]. »

Année 130 - Ossus. Un siècle après l'invasion des Yuuzhan Vong, les Sith ont réapparu. Ils se sont alliés au Second Empire contre l'Alliance Galactique et ses protecteurs Jedi. Une guerre meurtrière s'est ensuivie. En fin de compte, l'Alliance doit capituler et le temple Jedi de Coruscant tombe entre les mains des Sith. Peu de temps après, le noir seigneur Dark Krayt envoie ses guerriers attaquer le second temple Jedi sur Ossus. Les maîtres Wolf Sazen et Kol Skywalker stoppent momentanément l'avancée des Sith pendant que Cade, le fils de Kol, procède à l'évacuation des padawans...

### Tome 2:Question de confiance
Delcourt, octobre 2007 (Legacy #8-13)
Alliés
- Personnage principal : le moff Nyna Calixte
- Dessin : Adam Dekraker
- Avis de StarWarsUniverse : 70 % - « [...] Un interlude qui se charge de nous dévoiler les coulisses du pouvoir en place en quelque sorte. [...] Finalement, un numéro comme on aimerait en avoir plus souvent [...]. »

Année 130 - Bastion. L'Empereur Roan Fel et le moff Calixte observent la bataille de Caamas dans la salle d'holocarte. L'Empereur révèle à son moff qu'il a enfin compris que c'est elle qui a manigancé la guerre qui ravage la galaxie. Avec l'aide des Sith et du grand amiral Veed, elle a fait saboter le projet de terraformation des Yuuzhan Vong. Elle a ensuite persuadé l'Empereur que cet échec était en fait un acte hostile de l'Alliance Galactique. Celui-ci n'a eu d'autre choix que de déclarer la guerre aux Jedi et à l'Alliance...
Question de confiance
- Personnage principal : l'espionne impériale Morrigan Corde
- Dessin : Colin Wilson
- Avis de StarWarsUniverse : 70 % - « [...] Une mini-histoire de transition. [...] Il devrait être passionnant de voir quel sera le rôle de Morrigan Corde dans la suite de Legacy et de quelle manière elle va gérer la dualité de sa position [...]. »

Année 137 - Coruscant. Dans son laboratoire, Dark Maladi, la chef des renseignements Sith, torture le Jedi Hosk Trey'lis. Elle parvient à lui extirper ce qu'il sait sur Cade Skywalker. Elle charge alors le moff Nyna Calixte de lui amener le jeune Skywalker...
Fantômes du passé
- Personnage principal : Cade Skywalker
- Dessin : Jan Duursema
- Avis de StarWarsUniverse : 80 % - « [...] Les Jedi forcent Cade à une analyse assez approfondie de ses sentiments, ce qui permet aux lecteurs de mieux se familiariser avec lui. Le principal élément positif est qu’Ostrander évite d’aller trop loin, de remettre immédiatement Cade sur le droit chemin [...]. »

Année 137 - Ossus. Cade Skywalker s'est réfugié dans le temple Jedi abandonné d'Ossus. Pour oublier son statut d'homme le plus recherché de la galaxie, il s'est drogué aux bâtons de la mort. C'est alors que le fantôme de Mara Jade lui rend visite. Celle-ci est l'une de ses arrière-grand-mères et l'épouse du célèbre Luke Skywalker. Elle vient lui dire de rester à la lumière et de ne pas sombrer dans le côté obscur de la Force...
Prêt à mourir
- Personnage principal : l'ancien Empereur Roan Fel
- Dessin : Colin Wilson
- Avis de StarWarsUniverse : 70 % - « [...] Ce numéro constitue un interlude. Il aurait pu cependant être beaucoup plus intéressant sans cette première partie dont l’on a du mal à voir l’intérêt pour le récit [...]. »

Année 137 - Munto Codru. Un Sith est venu voir Rikkar-Du, l'un des chefs de clan de la planète Munto Codru. Il lui a proposé de devenir le commandant de tous les clans et d'être ainsi le représentant officiel de l'Empire sur sa planète. Peu de temps après, Rikkar-Du convoque les principaux chefs de clan et leur demande de s'unir sous son commandement... pour résister aux impériaux !

### Tome 3:Les Griffes du dragon
Delcourt, juin 2008 (Legacy #14-19)
Les Griffes du Dragon
- Personnage principal : Cade Skywalker
- Dessin : Jan Duursema
- Avis de StarWarsUniverse : 90 % - « [...] C’est une histoire parfaitement maîtrisée et, [...] n’importe quel fan de Star Wars devrait être comblé. [...] L’approfondissement psychologique des personnages et les interactions développées entre eux sont extrêmement riches [...]. »

Année 137 - Coruscant. Le Sith Dark Wyyrlok veille sur l'empereur Dark Krayt pendant que celui-ci est dans sa chambre de stase. Cela fait trois générations que les Wyyrlok veillent ainsi sur la santé du seigneur des Sith. Cependant, Krayt est mourant, aucune médecine n'ayant réussi à le soigner. Seul Cade Skywalker et son pouvoir de guérison pourraient peut-être le sauver d'une mort prochaine. Au même moment, le jeune Skywalker arrive avec son vaisseau sur Coruscant, avec la ferme intention de tuer l'Empereur. Il est immédiatement pris en chasse par l'escadron Skull...

### Tome 4:Indomptable
Delcourt, décembre 2008 (Legacy #20-22 et 27)
Indomptable
- Personnage principal : l'amiral rebelle Gar Stazi
- Dessin : Omar Francia
- Avis de StarWarsUniverse : 70 % - « [...] Une aventure qui s’avère moins prenante pour le lecteur. [...] Ostrander a choisi ici de traiter un sujet un peu plus en vase clos [...]. On a également du mal à s’attacher à ces nouveaux (encore) personnages [...]. »

Année 137 - Dans l'hyperespace. Le Sith Dark Azard exécute l'amiral Sha Dun. Celui-ci a échoué dans sa mission de mettre fin aux attaques de Gar Stazi, un ancien amiral de l'Alliance Galactique qui avait refusé de déposer les armes. Dark Azard charge l'amiral Valan de réussir là où Sha Dun a échoué. Valan met en place un piège pour capturer Stazi...
La Fureur du dragon
- Personnage principal : la Chevalier impériale Sigel Dare
- Dessin : Alan Robinson
- Avis de StarWarsUniverse : 75 % - « [...] Un épisode réussi. [...] Legacy poursuit dans sa volonté d’innover, cette fois avec un Seigneur Sith qui pète complètement les plombs et donne dans le massacre de masse. [...] On a hâte de voir la réaction de Cade à tout cela [...]. »

Année 137 - Dac. L'Empereur Dark Krayt vient d'arriver sur Dac. Il a fait arrêter Gial Gahan, l'ancien dirigeant du triumvirat de l'Alliance Galactique. Celui-ci a activement aidé l'amiral Gar Stazi à voler le croiseur interstellaire l’Impérieux. En représailles, l'Empereur fait exécuter dix pour cent de la population Mon Calamari...
Le Remède
- Personnage principal : le Sith Dark Wyyrlock
- Dessin : Omar Francia
- Avis de StarWarsUniverse : 75 % - « [...] Un numéro de transition intéressant mais malheureusement assez dispensable. [...] Elle ne devrait pas avoir d’impact à long terme sur la série (sauf si Wyyrlok en venait à se prendre en main). [...]. »

Année 137 - Dans l'hyperespace. Le Sith Dark Wyyrlock va sur la planète Prakith pour trouver un remède au mal qui ronge son maître. Auparavant, lors de l'évasion de Cade Skywalker du temple Sith, l'Empereur Dark Krayt a disgracié ses deux bras droits Dark Nihl et Dark Talon. En effet, ils ont tous deux été vaincus par Skywalker. Il les fait remplacer par Dark Styfe...

### Tome 5:Loyauté
Delcourt, mai 2009 (Legacy #4 et 23-26)
Loyauté
- Personnage principal : Cade Skywalker
- Dessin : Jan Duursema
- Avis de StarWarsUniverse : 80 % - « [...] Le lecteur s’immerge facilement dans le parcours des personnages, s’excite avec eux dans l’action comme il appréciera les moments plus calmes, tour à tour ému par les rapprochements ou inquiet par les secrets qui demeurent [...]. »

Année 137 - Socorro. Cade Skywalker et ses amis débarquent dans la cantina du puissant Chasseur de primes Rav. Ils veulent se voir restituer le Grimaçant, le vaisseau de Chak que Rav a reçu des impériaux pour service rendus. Le chasseur de primes refuse et lâche ses hommes sur Cade. Le combat s'engage...
Le Temple caché
- Personnage principal : Cade Skywalker
- Dessin : Jan Duursema
- Avis de StarWarsUniverse : 80 % - « [...] Deux numéros encore plus verbeux que les précédents. Très peu d’action, mais de grandes décisions de prises qui vont permettre d’aller très vite et très fort on l’espère dans la prochaine histoire [...]. »

Année 137 - Dans l'hyperespace. Bantha Rawk conduit son neveu Cade et ses amis en direction du temple Jedi caché. Ils sont accompagnés par le chasseur de primes Azlyn Rae, une ancienne amie de Cade. Celui-ci travaille secrètement pour l'ancien Empereur Roan Fel. Le temple se trouve dans les entrailles de la planète Taivas...
Le Bleu
- Personnage principal : le soldat impérial Anson Trask
- Dessin : Travel Foreman
- Avis de StarWarsUniverse : 80 % - « [...] Une histoire sympathique, destinée à des lecteurs très immergés dans l’univers Star Wars. [...] Une lecture intéressante mais sans posséder d’éléments qui lui permettrait de sortir de la masse [...]. »

Année 137 - Yinchorr. Le soldat Anson Trask débarque au quartier général de la 407e division de Stormtroopers. Il vient de finir ses classes et rejoint l'escouade des Jokers. En chemin, il apostrophe malencontreusement Dark Malaval, le Sith commandant sa division. Il est sauvé in-extremis de la réprimande grâce à l'intervention du sergent Harkas...

### Hors série:Vector3
Delcourt, août 2009 (Legacy #28-31)
Vector 3
- Personnage principal : Cade Skywalker
- Dessin : Jan Duursema
- Avis de StarWarsUniverse : 93 % - « [...] Deux doses de plaisir en une seule lecture ! Legacy prend son premier grand tournant et repart sur de toutes nouvelles bases, tandis que Vector se clôt de manière admirable [...]. »

Année 137 - Dans l'hyperespace. En route pour la planète Had Abbadon pour tendre un piège à l'empereur Dark Krayt, le vaisseau de Cade Skywalker est sorti de l'hyperespace par un rayon tracteur d'un vaisseau impérial...

### Tome 6:Renégat
Delcourt, janvier 2010 (Legacy #32-36)
Un jour de plus
- Personnage principal : le Chevalier impérial Treis Sinde
- Dessin : Omar Francia
- Avis de StarWarsUniverse : Aucune critique...

Année 137 - Dac. Des Mon Calamari pourchassés par l'armée impériale sont sauvés d'une mort certaine grâce à l'intervention des Rangers Mon Calamari et du chevalier impérial Treis Sinde...
Un jour de plus
- Personnage principal : l'amiral rebelle Gar Stazi
- Dessin : Omar Francia
- Avis de StarWarsUniverse : Aucune critique...

Année 137 - Ralltiir. Pour tester la nouvelle alliance entre la rébellion impériale et les anciens partisans de l'Alliance Galactique l'amiral Gar Stazi et les forces de l'empereur Fel attaque la flotte impériale de Ralltiir, l'une des plus puissantes armées de l'empereur Dark Krayt...
Tempêtes
- Personnage principal : Cade Skywalker
- Dessin : Jan Duursema
- Avis de StarWarsUniverse : Aucune critique...

Année 137 - Korriban. Pour masquer la mort de Dark Krayt, Dark Wyyrlok a placé le corps de l'empereur dans un tube de stase. Pendant ce temps, Cade Skywalker transporte Azlyn Rae auprès de la guérisseuse Droo Rawk...

### Tome 7:Tatooïne
Delcourt, juin 2010 (Legacy #37-41)
Tatooïne
- Personnage principal : Cade Skywalker
- Dessin : Jan Duursema
- Avis de StarWarsUniverse : Aucune critique...

Année 137 - Dans l'hyperespace. Un vaisseau pirate du Soleil Noir a arraisonné un transporteur impérial. Alors qu'ils se préparent à vider les soutes, les pirates sont attaqués par Cade Skywalker et ses amis...
La mort d'un Rogue
- Personnage principal : le pilote impérial Hondo Karr
- Dessin : Kajo Baldisimo
- Avis de StarWarsUniverse : Aucune critique...

Année 127 - Botajef. Les Mandaloriens payés par la République défendent une base contre une armée impériale. Le mandalorien Yaga Auchs profite de la bataille pour éliminer son chef et prendre le commandement des Mandaloriens. Hondo Karr assiste à la scène...

### Tome 10:Guerre totale
Delcourt août 2011 (legacy war #1-6)
Dark Krayt est de retour. Il arrive sur Coruscant et tue, aidé de Dark Talon et de Dark Nihl, tous ceux qui reconnaissent Dark Wyyrlock comme chef. Il termine son massacre par Wyyrlock lui-même. Morlish Veed, qui craignait d'être tué, perd sa fonction de régent, mais retrouve son ancien poste de Grand-Amiral. Pendant ce temps, le croiseur impérialo-sith "Lumière noire" est attaqué par l'Escadron Rogue et le Mynock. Il est détruit par Cade Skywalker et son ancien maître Wolf Sazen. Sur Korriban, Dark Havok torture le chevalier impérial Draco Antares et lui fait avouer l'emplacement du temple secret des Jedis.

## Personnages principaux
- Cade Skywalker (Humain), capitaine du Mynock.
- L'empereur sith Dark Krayt[4]: Il devient Empereur après avoir déposé Roan Fel, après la victoire des forces impérialo-sith contre l'alliance galactique en 137. Son véritable nom est A'Sharad Hett.
- Le chagrian Dark Wyyrlok: Dark Wyyrlok est le second de Dark Krayt. Il le remplace à la tête des Sith lorsque son maître et en stase de guérison. En l'an 137, il participe à la tentative d'assassinat de Roan Fel, avec Dark Krat, Dark Maladi et Dark Nihl. Malheureusement pour les Sith, l'homme assassiné était un sosie. Il tué par Dark Krayt. Il a une fille, Saarai.
- La twi'lek Dark Talon: Dark Talon est une des "mains" de Krayt. Elle tue la chevalière impériale Elke Vetter sur Sorrocco en 137. Elle est née sur Korriban.
- Le nagai Dark Nihl, "main" de Krayt.
- La devaronienne Dark Maladi, chef des renseignements.
- L’humain Dark Stryfe: Stryfe est commandant suprême de l'armée de Krayt depuis que Dark Nihl, son prédécesseur est devenu une "main" de Krayt.
- Le Grand Amiral et Grand Moff  Morlish Veed (Humain): En l'an 130 ap. BY, Veed approuve l'idée de Krayt de se débarrasser de l'Empereur Fel, car celui-ci le laisse croire qu'il pourra monter sur le trône. Après le coup d'état de Krayt, il est l'impérial le plus gradé  et est donc sommé par le nouvel empereur de lui prêter serment en premier, avant les autres Moffs. Il est tué par Nyna Calixte, sa maîtresse, qui voulait se venger de sa tentative de la tuer.
- La moff Nyna Calixte (Humaine): C'est elle que les Sith ont approché en première. Elle travaille en réalité pour l'Empereur Fel. Elle est aussi la mère de Cade Skywalker et du capitaine Yage. Elle abattra Veed lorsque celui-ci tentera de la tuer.
- Le moff Ranulph Yage (Humain), qui est surnommé le héros d'Ossus. Il est l'ex-mari de Nyna Calixte et le père du capitaine Yage.
- Le capitaine Gunn Yage (Humaine): Elle est la demi-sœur de Cade Skywalker et la fille du Moff Yage et de Nyna Calixte. Elle commande l'escadron Skull. Outre ses talents de pilote, elle a reçu une formation d'espionne.
- La vétérane Morrigan Corde (Humaine)
- L'ex empereur Roan Fel (Humain): Troisième de sa lignée, il est le petit-fils de Jagged Fel. Il a suivi une formation de chevalier impérial et porte des gantelets en cortosis qui lui sauveront la vie lors de son combat contre Dark Kruhl, sur Bastion.
- La princesse Marasiah Fel (Humaine): Fille du précédent, elle a suivi une formation de chevalier impérial. Elle a été l'apprentie de Elke Vetter.
- Draco Antares (Humain): Il est le leader des chevaliers impériaux et aime la princesse Marasiah. Après avoir été capturé, il est forcé d'avouer aux Sith le lieu du temple Jedi. Il est ensuite congelé dans la carbonite et placé dans la soute du Mynock par Dark Talon.
- Ganner Krieg (Humain): Krieg et le meilleur ami d'Antares.
- Azlyn Rae: Ancienne jedi, elle a rejoint l'Empire après la bataille d'Ossus.
- Sigel Dare (Humaine)
- Treis Sinde (humain): Il est le maître de Sigel Dare. Quand son ancienne apprentie revient le chercher sur Dac (Mon Calamari), il est d'abord réticent à cette idée, mais il accepte finalement de retourner servir l'Empereur Fel, après que le maître jedi Asaak Dan a décidé de rester auprès des rangers Mon Calamaris.
- L'amiral Duros Gar Stazi, chef de facto de l'Alliance Galactique.
- Le capitaine Sullustain Jaius Yorub, mort en 137. Il sacrifie sa vie afin de sauver l'amiral Stazi.
- Le lieutenant Weequay Jhoram Bey, leader de l'escadron Rogue, puis second de l'Amiral Stazi après la mort de Yorub.
- Kol Skywalker (Humain), tué par Dark Nihl lors de la bataille d'Ossus. Il est le fils de Ben Skywalker, et donc le petit-fils de Luke. Son fils se prénomme Cade.
- Le Zabrak Wolf Sazen: Sazen est le maître de Cade Skywalker.
- Le Twi'lek Shado Vao: Frère d'Astraal Vao, il combat avec un sabre laser à double lame bleue.
- Le Whiphid K'Kruhk[4]
- La Zeltronne Deliah Blue, mécanicienne à bord du Mynock, le vaisseau de Cade.
- Jariah Syn, membre de l'équipage du Mynock, il a sauvé la vie de ce dernier, alors que le pirate Rav voulait le tuer. Il aime particulièrement les armes Yuuzhan Vong.
- Nat Skywalker (Humain), dit Banta Rawk: Il est le frère de Kol Skywalker et donc l'oncle de Cade. Il meurt lors de l'attaque sith contre le temple caché des Jedi. Il a deux enfants naturels. Sa femme vient de Kiffu.
- Naxy Screeger. Il se cache dans une cantina sur la planète Lok, lorsque Cade Skywalker arrive et le capture, ainsi qu'un jedi en fuite.

## Clin d'œil
L'univers créé pour cette période se base en partie sur un des premiers brouillons du film Star Wars. En effet on y retrouve entre autres des chevaliers Jedi au service d'un empire, ce même empire renversé par des Sith et l'anéantissement des Jedi par ceux-ci.

## Accueil
Dans un classement des meilleures séries de comics Star Wars publié par le site Internet Game Rant, la série de comics Star Wars: Legacy est classée première. Selon l'article, cette série « a tout pour plaire, y compris des pirates de l'espace, des Jedi renégats, des dynasties rivales en politique et bien sûr d'épiques batailles spatiales »,.
Dans un classement de séries de comics Star Wars recommandées aux non-fans de Star Wars publié par Comic Book Resources, Star Wars: Legacy est cinquième. L'article explique que le lecteur s'attache progressivement au personnage de Cade Skywlaker au fil de 50 numéros.
Dans un autre classement du même site, portant cette fois sur les séries de comics Star Wars qui feraient de très bonnes séries télévisées d'animation, Star Wars: Legacy est classée première. Selon l'article, cette série de comics désormais de l'univers Legends ferait une bonne « suite alternative » à la trilogie originale.
Selon un article de SlashFilm, c'est l'une des quinze meilleures séries de comics Star Wars, en particulier parce qu'elle l'une des plus « choquantes » de l'univers Star Wars, se déroulant plus tard dans l'intrigue que n'importe quelle autre histoire Star Wars.